# Josep Elias i de Molins
Josep Elias i de Molins (Barcelona, 25 de novembre de 1848- Blanes, 1928) fou un polític, advocat i economista català, diputat a les Corts Espanyoles durant la restauració borbònica.

## Biografia
Fill de Josep Antoni Elias i d'Aloy, advocat natural d'Arenys de Mar i de Ramona de Molins de Clascà natural de Barcelona. Germà d'Antoni Elias i de Molins. Llicenciat en dret, fou membre actiu tant de l'Acadèmia de Jurisprudència i Legislació de Catalunya com de la Societat Econòmica d'Amics del País, membre de la junta directiva de l'Ateneu Arenyenc (1886) i redactor des del 1890 de Resumen de Agricultura. Adscrit al Partit Conservador, el 1893 va fundar el diari La Protección Nacional, dedicat a la defensa de les mesures proteccionistes per a la indústria catalana. Fou elegit diputat pel districte de Vilafranca del Penedès a les eleccions generals espanyoles de 1891 i 1896 i pel d'Arenys de Mar a les eleccions generals espanyoles de 1901.
Va intervenir en congressos d'economia i agricultura a nivell espanyol i internacional, fou president de Foment del Treball Nacional a Tarragona i de la Cambra Oficial Agrària de Tarragona, així com membre de l'Institut Agrícola Català de Sant Isidre des de 1911. Fou senador per la província de Tarragona el 1914-1915, 1916-1917, 1919-1920, 1921-1922 i 1923. Fou membre de les Comissions de Pressupostos
(1916-1917), de Peticions (1919-1920) i inspectora del Deute (1922).

## Obres
- El sentimiento del honor en el teatro de Calderón (1881)
- Cataluña: la Solidaridad, la monarquía, el regionalismo (1907)
- La crisis vinícola de España (1921)
- La hacienda y los gastos públicos (1925)
- El abandono de la tierra en España (1927)